# بوب باستيان
بوب باستيان (بالإنجليزية: Bob Bastian)‏ هو سياسي أمريكي، ولد في 21 أكتوبر 1938 في ويليامسبورت في الولايات المتحدة. حزبياً، نشط في الحزب الجمهوري. وقد انتخب عضو مجلس نواب بنسيلفانيا.